# Canciones cosacas

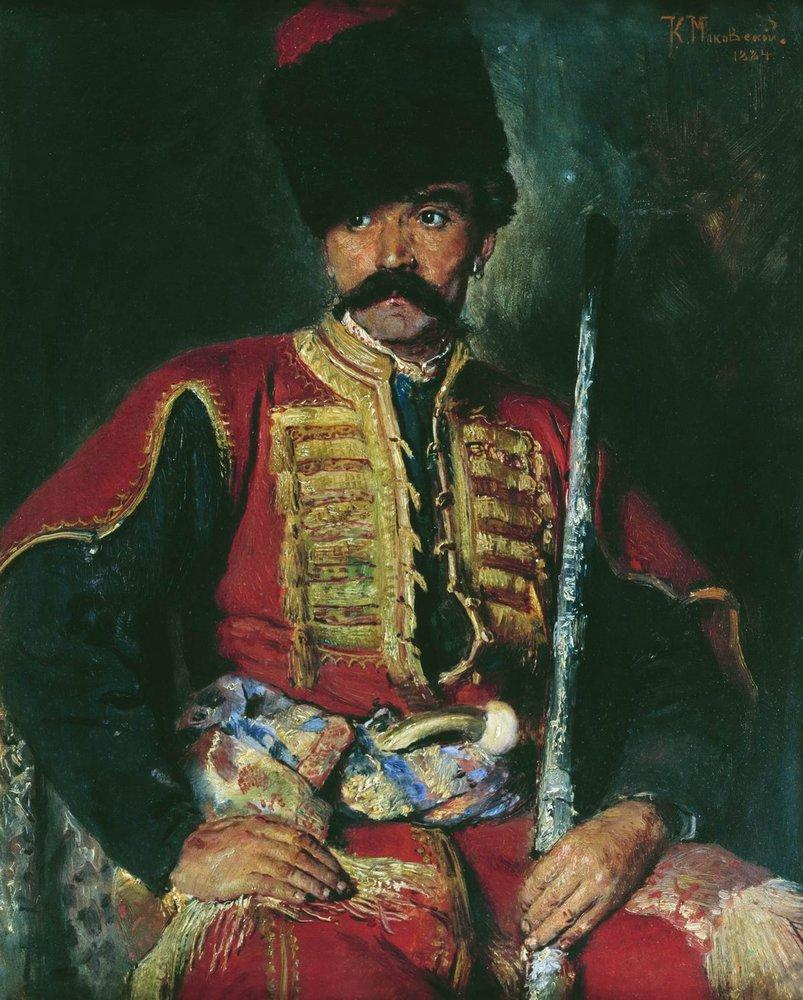
Cosaco zapórogo, de Konstantín Makovski (1884)

Las canciones cosacas son canciones tradicionales de la cultura cosaca. 

## Región de Dnipropetrovsk (Ucrania)
Las canciones cosacas de Dnipropetrovsk (en ucraniano: Козацькі пісні Дніпропетровщини), las canciones de los cosacos zapórogos de la región de Dnipropetrovsk, están reconocidas como patrimonio cultural intangible que requiere medidas urgentes de salvaguarda. Tradicionalmente, son los hombres quienes cantan las canciones cosacas. En la actualidad, es habitual que las mujeres las interpreten, pero raramente en grupos mixtos. La lista de la UNESCO menciona los grupos corales Krynytsia, Bohuslavochka y Pershotsvit.
En 2014, empezó a redactarse el dosier de candidatura para la inscripción en la lista del patrimonio cultural intangible. El 28 de noviembre de 2016, el Comité Intergubernamental para la Salvaguardia del Patrimonio Cultural Inmaterial incluyó los cantos cosacos de la región de Dnipropetrovsk en la lista de Patrimonio Cultural Inmaterial que requiere medidas urgentes de salvaguardia. De acuerdo con el Comité, estas canciones cuentan historias sobre la tragedia de la guerra, pero también sobre las relaciones personales de los soldados.

## Investigación
La primera colección de canciones cosacas transcritas fue publicada en 1997 por el bandurista Víktor Kyrylenko. A principios de la década de 2000, la Universidad Nacional de Dnipró realizó expediciones en la región de Dnipropetrovsk para transcribir más de estas canciones.